# Marcel-Edmond Naegelen

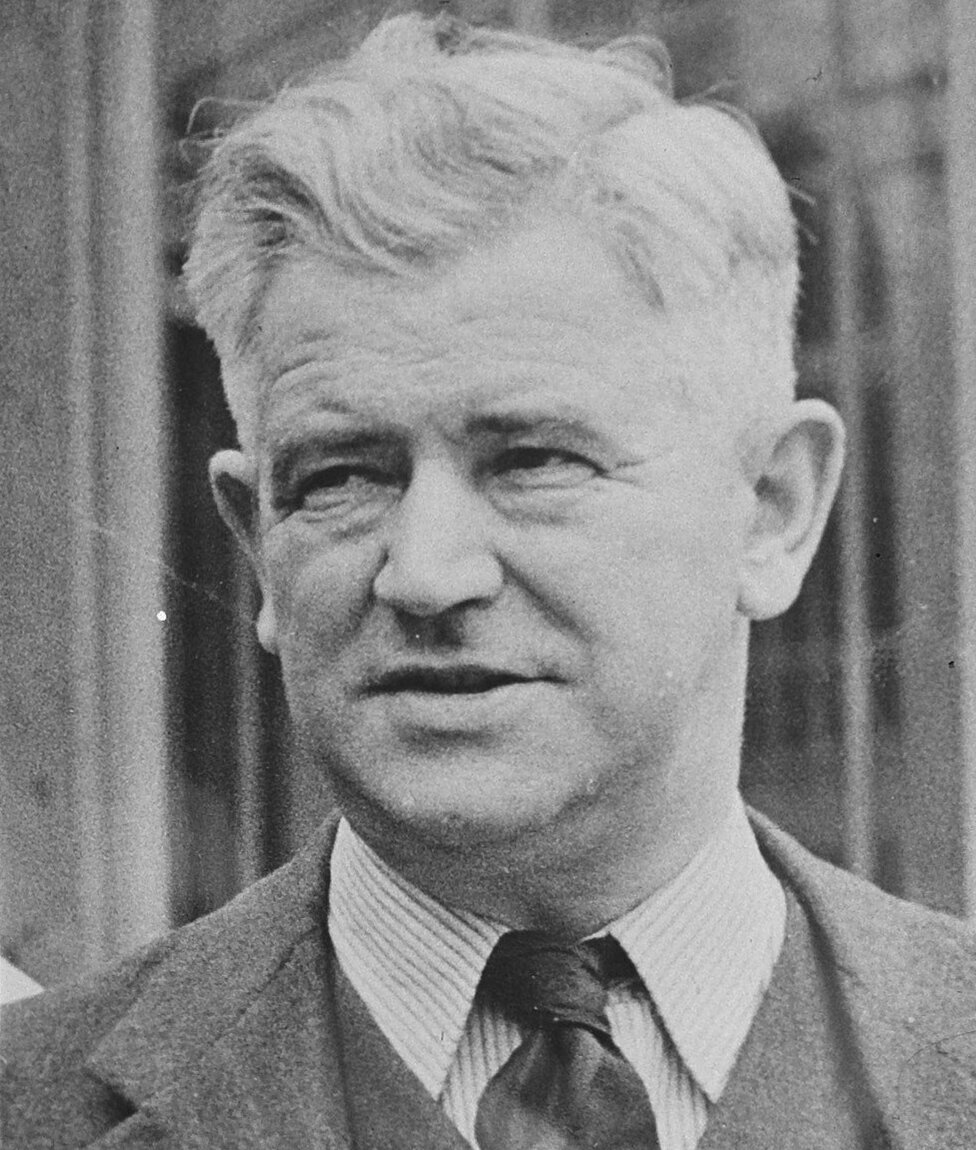
Marcel-Emond Naegelen (1953)

Marcel-Edmond Naegelen (* 17. Januar 1892 in Belfort, Territoire de Belfort; † 15. April  1978 in Paris) war ein französischer Politiker der SFIO (Section française de l’Internationale ouvrière), der unter anderem zwischen 1945 und 1958 Mitglied der Nationalversammlung sowie von 1946 bis 1948 Bildungsminister war. Er fungierte des Weiteren zwischen 1948 und 1951 Generalgouverneur von Algerien und war einer der Spitzenkandidaten bei der Präsidentschaftswahl 1953, die von René Coty erst im 13. Wahlgang gewonnen wurde.

## Leben
Marcel-Edmond Naegelen, Sohn eines Bäckers, absolvierte nach dem Besuch des Lycée Belfort ein Studium an der École normale supérieure in Saint-Cloud und trat 1909 oder 1910 der Französischen Sektion der Arbeiter-Internationale SFIO (Section française de l’Internationale ouvrière) als Mitglied bei. Er nahm am Ersten Weltkrieg und wurde unter anderem mit dem Croix de guerre 1914–1918 und der Militärmedaille ausgezeichnet. 1919 übernahm er eine Professur für Literatur an der Pädagogischen Hochschule (École normale d’instituteurs) in Straßburg. Seine politische Laufbahn für die SFIO begann er in der Kommunalpolitik und war zwischen 1919 und 1940 Mitglied des Stadtrates von Straßburg sowie von Stellvertreter der Bürgermeister Jacques Peirotes (1925 bis 1929) und Charles Frey. Bei den Wahlen am 8. Mai 1932 und 3. Mai 1936 kandidierte er für die SFIO im Département Bas-Rhin für ein Mandat in der Abgeordnetenkammer (Chambre des députés), unterlag aber jeweils Jean-Pierre Mourer von der Kommunistischen Partei Frankreichs PCF (Parti communiste français). Allerdings wurde er 1937 Mitglied des Generalrates des Département Bas-Rhin und verließ nach Beginn des Zweiten Weltkrieges im September 1939 mit anderen Professoren und Studenten Straßburg und ging nach Périgueux. 1940 leitete er die Evakuierung der Straßburger Bevölkerung in das Département Dordogne und schloss sich dann der Gruppe Comabat der Widerstandsbewegung Résistance an. Nach der La Libération, der Befreiung Frankreichs, war er  1944 Präsident des Obergerichtshofs sowie erneut stellvertretender Bürgermeister von Straßburg.

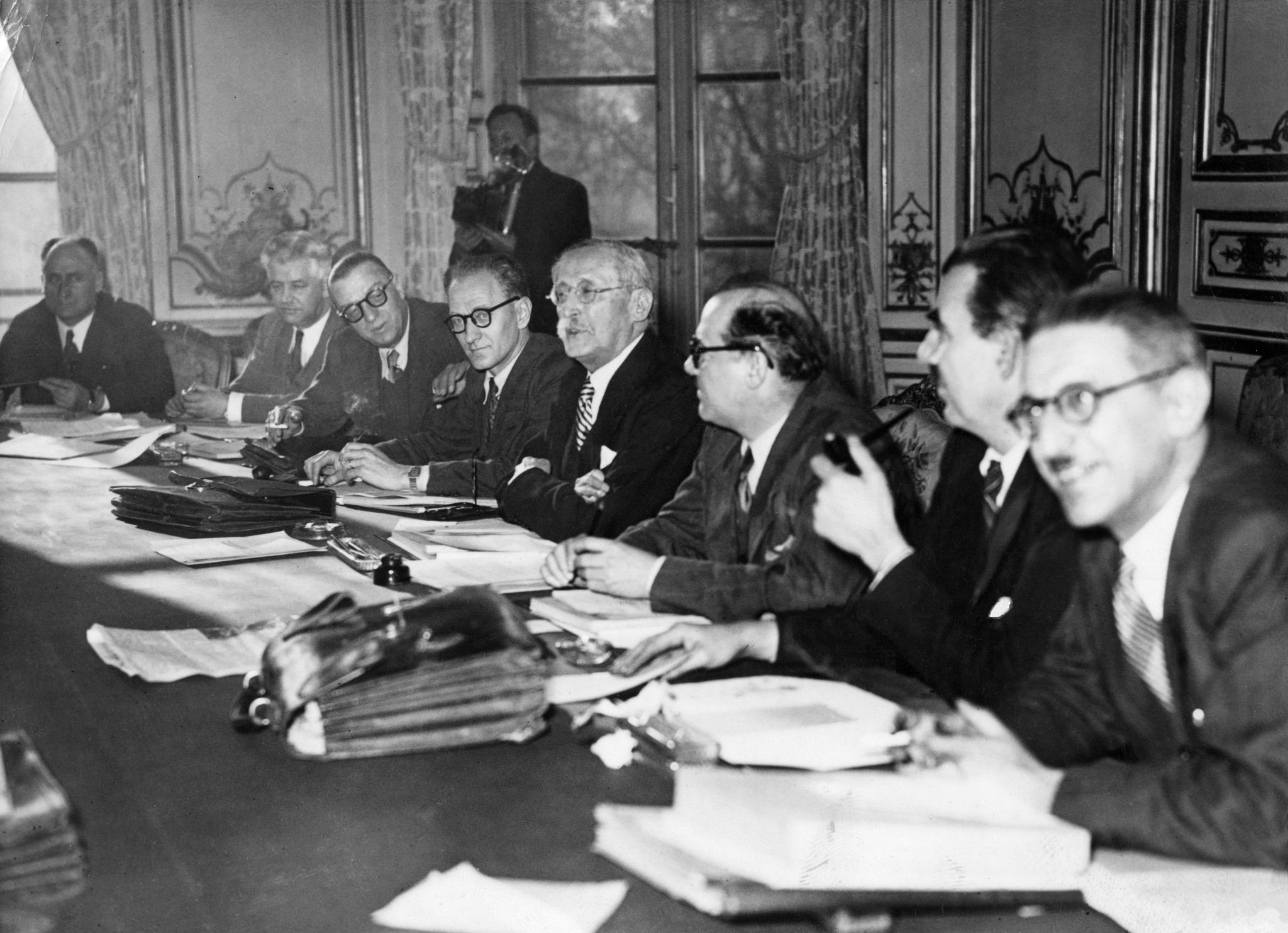
Naegelen (2.v.l.) mit anderen Mitgliedern des dritten Kabinetts Blum (Dezember 1946)

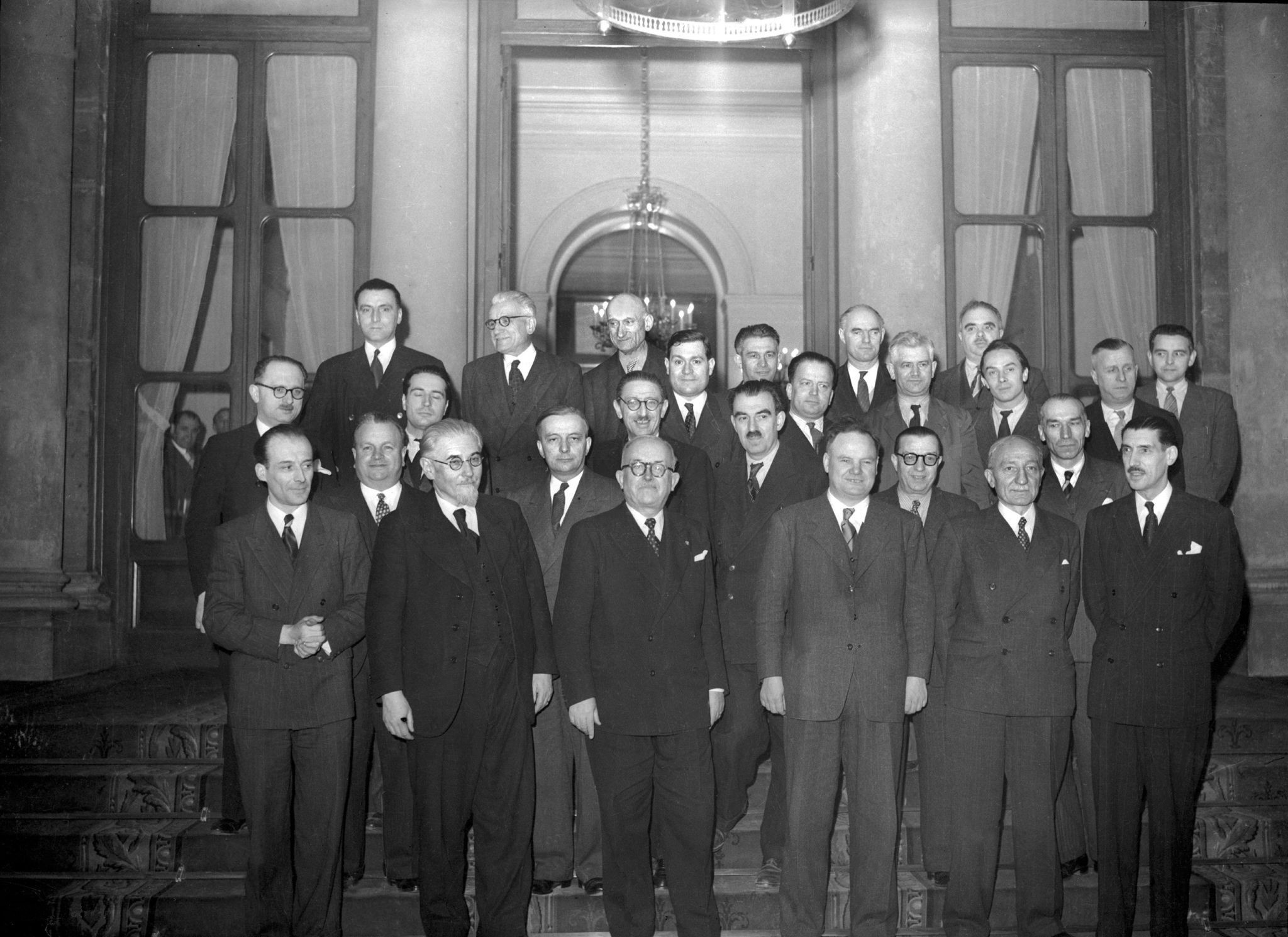
Naegelen (zweite Reihe, 3.v.r.) und das Kabinett Ramadier I.

Bei der Wahl am 21. Oktober 1945 wurde Naegelen für die SFIO im Département Bas-Rhin zum Mitglied der Verfassunggebenden Nationalversammlung (Assemblée nationale constituante) gewählt und gehörte dieser nach der Wahl am 2. Juni 1946 beziehungsweise nach der Wahl am 10. November 1946 und seinen Wiederwahlen im Département Basses-Alpes am 17. Juni 1951 und 2. Januar 1956 der Nationalversammlung (Assemblée nationale) bis zum 5. Dezember 1958 an. Am 26. Januar wurde er als Minister für nationale Bildung (Ministre de l’Éducation nationale) in das Kabinett Gouin berufen und bekleidete dieses Ministeramt auch in den darauf folgenden Kabinetten Bidault I (24. Juni bis 16. Dezember 1946), Blum III (16. Dezember 1946 bis 22. Januar 1947), Ramadier I (22. Januar bis 22. Oktober 1947), Ramadier II (22. Oktober 1947 bis 24. November 1947) und im Kabinett Schuman I vom 24. November 1947 bis zu seiner Ablösung durch Édouard Depreux am 12. Februar 1948. Als Nachfolger von Yves Chataigneau war er wiederum bereits am 11. Februar 1948 zum Generalgouverneur von Algerien ernannt worden und behielt diese Funktion bis zum 9. März 1951, woraufhin Roger Léonard ihn ablöste.
Marcel-Edmond Naegelen war neben René Coty und Joseph Laniel einer der Spitzenkandidaten bei der Präsidentschaftswahl 1953 und lag dabei im ersten, zweiten und elften vorne, ehe die Wahl von René Coty mit 54,76 Prozent erst in der 13. Runde gewonnen wurde.

## Veröffentlichungen
Naegelen ist Autor zahlreicher Werke und veröffentlichte 1956 in der Serie Grandeur et Solitude de la France 1956 beim Verlag Éditions Flammarion:
- Mission en Algérie.  Expériences et opinions d’un gouverneur général
- L’Attente sous les armes
- Une route plus large que longue
- L’Hexagonie, essai fantaisiste d’histoire contemporaine
- La France d’outre-mer, sa situation actuelle
- Histoire et figures d’Alsace
- Tito
- La Révolution assassinée Hongrie Octobre – Novembre 1956